# Манастир Ђурђевића Тара
Манастир Ђурђевића Тара смјештен је на десној обали ријеке Таре у селу Ђурђевића Тара, засеоку Луке, удаљен око један километар низводно од Великог моста. Његова црква саграђена је уз стрму осојну падину кањона, стотинак метара благом терасом одвојена од ријеке, a посвећена је Св. Арханђелу Михаилу по коме и сам манастир носи име.

## Историја
Ктитор и вријеме градње манастира, у науци су још увијек непознати. Пролазећи пљеваљским крајем, руски конзул у Сарајеву, Александар Ф. Гиљфердинг, приликом посјете манастиру Светог Арханђела Михаила у Тари, 1857. године преписао је један данас већ изгубљени натпис, у коме је забиљежено да је за вријеме игумана Теодора, 1591. године, обновљена, већ, запустјела црква.73 Помиње и попа Страхињу из Будимљe да је те исте године живописао обновљену цркву,74 што је урађено само годину дана прије него што ће познати зограф 1592. године започети, a 1595. године и завршити, осликавање црквеног живописа у манастиру Св. Тројице пљеваљске, који је у добром стању сачуван до данас.
Поред тога што се поуздано не зна тачно вријеме градње цркве Св. Арханђела Михаила у Тари, као што се не зна ни вријеме настанка цркве у Довољи, ипак, постоје мишљења да је црква у Довољи нешто старија.75
Познати су случајеви бројних страдања манастира смјештених у кањону Таре. Историјска судбина је хтјела да манастир Св. Арханђела Михаила буде више пута рушен и обнављан. Запустјела га је затекао и руски конзул у Сарајеву приликом свог обиласка манастира 1857. године.76 Последњи пут је страдао у вријеме херцеговачког устанка, односно, 1875. године када су га Турци спалили у одмазди за спаљену џамију у засеоку Влашковац у Ђурђевића Тари и у таквом стању је остао донедавно.77 Порушена га је обилазио и проф. Ђ. Бошковић 1932. године, након чега је оставио забиљешку o њему праћену скицама, алибез фотографских снимака какве je, рецимо, оставио приликом истовремене посјете манастиру Довољи.78 Судећи према изгледу, начину зидања, коришћеном материјалу, као и бројним историјским изворима, црква Св. Арханђела Михаила у потпуности подсјећа на Довољу, па је стога многи научни посленици сматрали метохом манастира Довољe.79 Архитектонски представља једнобродну грађевину са полукружном апсидом и куполом, чији лукови нису прислоњени, осим лукова у централном травеју који су ослоњени на пиластре подужних зидова и придржавају конструкцију куполе.
Спољашња дужина цркве 12,32 м, a ширина 6,82 м. Као и код Довољe, у апсиди се налазе карактеристичне дубоке полукружне нише. За разлику од Довољe, црква Св. Арханђела Михаила нема припрату нити има камени под. Ако је под некада и постојао, нажалост, он данас није сачуван. Испод јужне стране цркве налазили су се манастирски конаци, o чему свједоче остаци зидина сачувани до наших времена. Кроз своју бурну и богату историју манастир Св. Арханђела Михаила дуго је остао препознатљив по свом ријетком упражњавању старог, за многе манастире тада већ заборављеног строгог режима монашког општежитија, o коме су свједочиле бројне испосничке ћелије саграђене од сиге у непосредној околини манастира.80
Овај значајни духовни центар посебно је био познат и по томе што је у њему дуго радила преписивачка школа, која је богослужбеним књигама снабдијевала, како Довољу, тако и бројне, много удаљеније, православне богомоље. Извор из 1591. године, који је говорио o обнови тада већ запустјелог манастира, забиљежио је и податак да је те исте године, трудом игумана Теодора, преписан један апостол, a 1600. године и један молебеник.81 Такође се помиње да je 1711. године у манастиру Св. Арханђела Михаила ђакон Василије Пивац преписивао књиге.82 Кад je 1857. године A. Ф. Гиљфердинг боравио у запустјелом манастиру наишао је на велики број вриједних књига и то у јако лошем стању, те је један значајан дио понио са собом.83 Књиге које je A. Гиљфердинг понио са собом из манастира Св. Арханђела Михаила, данас се чувају у Санкт Петербургу у Руској националној библиотеци, заједно са књигама које је понио и из манастира Довољa..

## Обнова
Пуних 120 година овај значајни споменик културе зарастао је био у шуму и шикару. На иницијативу Одбора за обнову манастира Св. Арханђела Михаила на челу са др Јованом Новоселом, археолошким ископавањима цркве 1995. године кренуло се у његову обнову. Према информацијама које пружа Идејни пројекат обнове,84 затрпане зидине су раскрчене и ослобођене од наноса земља, тако да су зидови у сјеверном дијелу остали очувани до висине око 3 м, док у осталом дијелу зидови цркве нису прелазиле висину од 1,5 м. Археолошким ископавањима у западном дијелу пронађено је нешто мало неправилних и омањих камених плоча сиво плаве боје, што указује да је црква раније могла имати камени под. Дјелимично сачувани полукружно завршени портали рађени од клесаних квадера кречњака, указују да је постојао један главни портал на западној страни и један споредни, нешто ужи, на јужној страни западног травеја. Остаци фрагмената од квадера сиге остављају реалну могућност за ваљану реконструкцију прозора. Сама црква је зидана неправилним, приклесаваним комадима кречњака различитих величина са употребом „кајлова“, уз тежњу грађења у што приближнијим хоризонталним редовима.
Сига је коришћена у изради лукова и сводова, као и при изради лукова у олтарским нишама, a претпостављa се и даје и сама купола била озидана њоме. Пронађена и добро очувана камена стопа уграђена у југозападни угао цркве указује да је црква највјероватније имала дрвени трем. Такође је пронађен велики број кованих гвоздених клинова и остатака и дрвених дашчица, што доводи до закључка да је црква била покривена клисом, који је за то вријеме представљао идеалан покривач. 85
Након израде одговарајуће пројектне документације од стране архитеката, проф. др Јована Нешковића и Предрага Јошића, током љета 1996. године кренуло се у обнову цркве, што је трајало све до 2000. године када је завршена прекривка кровне конструкције оловним плочама. Камени под умјетнички је осмишљен мозаичким креацијама мр Наода Зорића, академског сликара рођеног у непосредној близини манастира, у селу Ђурђевића Тара. Десетак метара западно од цркве, током 2001. године изграђен је звоник квадратне основе 3,00×3,00 м од армираног бетона у висини од 10,20 м, који наткрива четвороводни кров, такође покривен оловом, испод кога су смјештена два црквена звона. Југоисточно од цркве, на удаљености од петнаестак метара, саграђен је помоћни објекат који се користи за становање монаха. Изграђен је савременим материјалима. У основи од 8,20×5,70 м, сачињава га приземље и спрат са двоводним кровом покривеним лимом.